# Туррон
Турро́н (итал. torrone, исп. turrón, кат. torró) — кондитерское изделие, традиционно изготавливаемое из мёда, сахара, яичного белка и жареного миндаля или других орехов, обычно имеющее прямоугольную или круглую форму. Является традиционным рождественским лакомством в Италии, Испании и Чехии, некоторые разновидности также распространены во Франции (под названием нуга) и Латинской Америке.

## Рецепт
Вероятно, самый старый из опубликованных рецептов (источник на исп. Архивная копия от 24 сентября 2015 на Wayback Machine или англ.) туррона впервые встречается в испанском «Руководстве для женщин» (Manual de Mujeres) XVI века — сборник рецептов косметических средств и кулинарных рецептов. В рецепте говорится следующее: «На каждый фунт мёда возьмите один хорошо взбитый яичный белок и смешайте их. Хорошо взбейте смесь и оставьте её стоять на целый день. На следующий день нагрейте смесь, непрерывно помешивая, и варите до готовности. А по мере приготовления добавляйте внутрь кедровые орешки, или миндаль, или поджаренный и очищенный фундук. Степень готовности проверяется так: влейте каплю варящейся смеси в миску с холодной водой и, если после остывания вещество получается ломким, значит, варку можно заканчивать. Снимите смесь с огня, вылейте в форму и разрежьте на части.»

## История

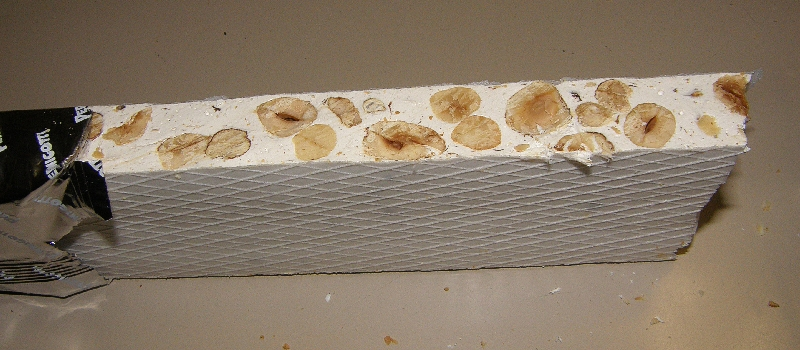
Туррон

Нуга в той или иной форме известна в Средиземноморском регионе со времен Древнего Рима. Возможно, первое упоминание о лакомстве, схожем с современным, относится к XV веку: известно, что торроне подавали в итальянской Кремоне 25 октября 1441 года на банкете по случаю свадьбы Франческо Сфорцы и Бьянки Марии Висконти. Туррон определённо известен по крайней мере уже в XV веке в испанском городе Хихоне, находящемся на севере провинции Аликанте. В настоящее время туррон широко распространен на территории большей части Испании, в некоторых странах Латинской Америки, во французской провинции Руссильон. «Торроне» является традиционным рождественским блюдом в Италии, особенно славятся его разновидности, произведённые в итальянских провинциях Баньяра-Калабра, Таурианова и Кремона. Распространены также небольшие конфеты на основе торрона, так называемые торрончини с разнообразными вкусами, наполнителями, покрытые тонкой вафелькой или шоколадной глазурью. Схожее лакомство делают и на Филиппинах, например, Turones de Pili, изготавливаемый с использованием ореха пили.
Те или иные вариации рецептуры распространены на территории всего Средиземноморья.

## Разновидности

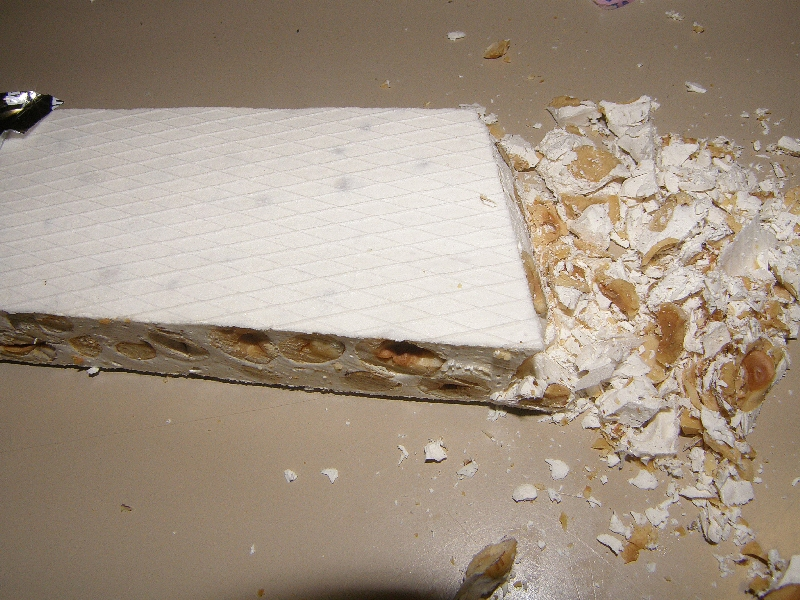
Туррон

Весьма грубо туррон может быть классифицирован по степени твердости:
- твердый (аликантийский): целые миндальные орехи в карамелизованной массе из яичных белков, меда и сахара. Обычно имеет форму небольшого прямоугольника.
- мягкий (хихонский): по составу аналогичен твердому варианту, но миндаль предварительно приводится в пастообразное состояние, а добавление масла делает готовый туррон мягким и гибким.

Качество продукта определяется содержанием миндаля в исходной смеси. Оригинальный хихонский туррон должен содержать 64 % миндальных орехов, аликантийский — 60 %.
Состав и название продукта могут меняться в зависимости от того, в каком из регионов он произведен: например, это будет torró d'Agramunt в провинции Лерида; torró de Casinos из валенсийского Касиноса или torró de gat, вариант из муниципалитета Кульера, который делается с добавлением попкорна.
Буквально три десятилетия назад туррон делался только в двух классических разновидностях, но в настоящее время разнообразие видов достигает нескольких десятков: с шоколадом, воздушным рисом, фруктовым или шоколадным пралине, ликёром, засахаренными фруктами и даже турроны без содержания сахара (в качестве сахарозаменителей используется фруктоза или искусственные подсластители).
Марципан является похожим на туррон популярным рождественским угощением. В некоторых частях Испании также популярна «йема» (yema) — блюдо из яичного желтка и сахара.
Кондитерское изделие с названием Turrones de Casuy, производимое в филиппинской провинции Пампанга может рассматриваться как упрощенная разновидность туррона: это марципановый батончик с орехами кешью, завернутый в белую вафлю. Кроме того, это лакомство не ассоциировано ни с одним праздником региона.
Различные виды туррона имеют статус «Protected Geographical Status», обеспеченный европейским законодательством. Данный статус подтверждает оригинальное происхождение и надлежащее качество продукта. В число защищенных входят турроны:
- Jijona (PGI) (Spain)[1]
- Turrón de Alicante (PGI) (Spain)[2]
- Turrón de Agramunt (Torró d’Agramunt) (PGI) (Spain)[3]

Туррон с такими названиями запрещено производить в странах и регионах, не являющихся родоначальниками рецептов. Другие турроны, такие, как итальянский torrone di Cremona, хотя и имеют статус защищенных, но не имеют ограничения на регион и страну производства.